# Cibotogaster kerteszii
Cibotogaster kerteszii är en tvåvingeart som beskrevs av Nina Krivosheina 1992. Cibotogaster kerteszii ingår i släktet Cibotogaster och familjen vapenflugor.
Artens utbredningsområde är Filippinerna. Inga underarter finns listade i Catalogue of Life.